# Любимовка (приток Улемы)
Улемка (Любимовка) — река в России, протекает по Татарстану. Устье реки находится в 50 км по правому берегу реки Улёма. Длина реки составляет 18 км. Площадь водосборного бассейна — 114 км².

## Данные водного реестра
По данным государственного водного реестра России относится к Верхневолжскому бассейновому округу, водохозяйственный участок реки — Свияга от села Альшеево и до устья, речной подбассейн реки — Волга от впадения Оки до Куйбышевского водохранилища (без бассейна Суры). Речной бассейн реки — (Верхняя) Волга до Куйбышевского водохранилища (без бассейна Оки).
Код объекта в государственном водном реестре — 08010400612112100002744.